# Resolução 108 do Conselho de Segurança das Nações Unidas
Resolução 108 do Conselho de Segurança das Nações Unidas, foi aprovada em 8 de setembro de 1955, após mais um relatório do Chefe da Organização de Supervisão de Trégua das Nações Unidas na Palestina, o Conselho registou a aceitação por ambas as partes do apelo do Chefe da Organização para um cessar-fogo incondicional. O Conselho passou a endossar a visão do Chefe da Organização que as forças armadas de ambas as partes deveriam ser claramente e efetivamente separadas pelas medidas que propôs e declarar a liberdade de movimento a ser concedido aos observadores das Nações Unidas na área.
Foi aprovada por unanimidade.